# Ла-Хагуа-де-Ибирико
Ла-Хагуа-де-Ибирико (исп. La Jagua de Ibirico) — город и муниципалитет на северо-востоке Колумбии, на территории департамента Сесар.

## История
Поселение из которого позднее вырос город было основано в 1771 году Хуаном Рамоном де Ибирико. Муниципалитет Ла-Хагуа-де-Ибирико был образован в 1979 году.

## Географическое положение

Муниципалитет Ла-Хагуа-де-Ибирико

Город расположен в восточной части департамента, у подножия хребта Восточная Кордильера, на расстоянии приблизительно 96 километров к югу от Вальедупара, административного центра департамента. Абсолютная высота — 144 метра над уровнем моря.

Муниципалитет Ла-Хагуа-де-Ибирико граничит на севере с муниципалитетом Бесерриль, на юге и юго-востоке — с муниципалитетом Чиригуана, на западе — с муниципалитетом Эль-Пасо. На востоке административная граница муниципалитета совпадает с участком государственной границы с Венесуэлой. Площадь муниципалитета составляет 728,93 км².

## Население
По данным Национального административного департамента статистики Колумбии, совокупная численность населения города и муниципалитета в 2012 году составляла 22 206 человек.
Динамика численности населения муниципалитета по годам:
| 2005   | 2006   | 2007   | 2008   | 2009   | 2010   | 2011   | 2012   |
| ------ | ------ | ------ | ------ | ------ | ------ | ------ | ------ |
| 22 082 | 22 095 | 22 110 | 22 126 | 22 144 | 22 163 | 22 184 | 22 206 |

Согласно данным переписи 2005 года мужчины составляли 51,5 % от населения Ла-Хагуа-де-Ибирико, женщины — соответственно 48,5 %. В расовом отношении белые и метисы составляли 68,5 % от населения города; негры, мулаты и райсальцы — 31,1 %, индейцы — 0,4 %.
Уровень грамотности среди всего населения составлял 85,1 %.

## Экономика
Основу экономики Ла-Хагуа-де-Ибирико составляют сельскохозяйственное производство и добыча ископаемого угля. На территории муниципалитета выращивают рис, кукурузу, сорго, маниок, хлопчатник и другие культуры. Развито животноводство.

49,4 % от общего числа городских и муниципальных предприятий составляют предприятия торговой сферы, 30,5 % — предприятия сферы обслуживания, 16,8 % — промышленные предприятия, 3,3 % — предприятия иных отраслей экономики.